# توفنيل بارك (محطة مترو أنفاق لندن)
توفنيل بارك (بالإنجليزية: Tufnell Park)‏ هي إحدى محطات مترو أنفاق لندن. تقع على خط نورذيرن أفتتحت في المنطقة (Zone) رقم 2 أفتتحت في 22 يونيو 1907.

## معرض صور

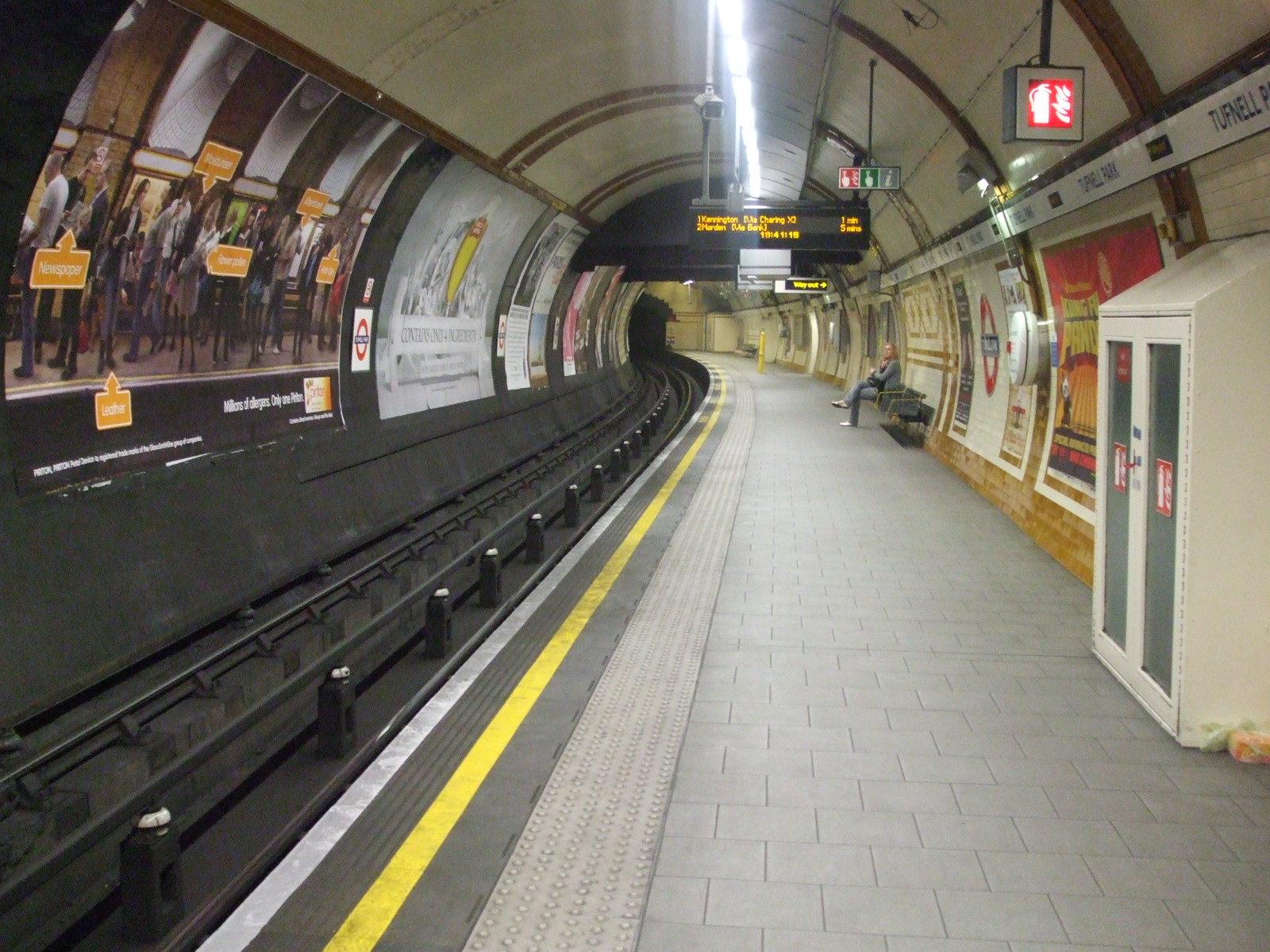
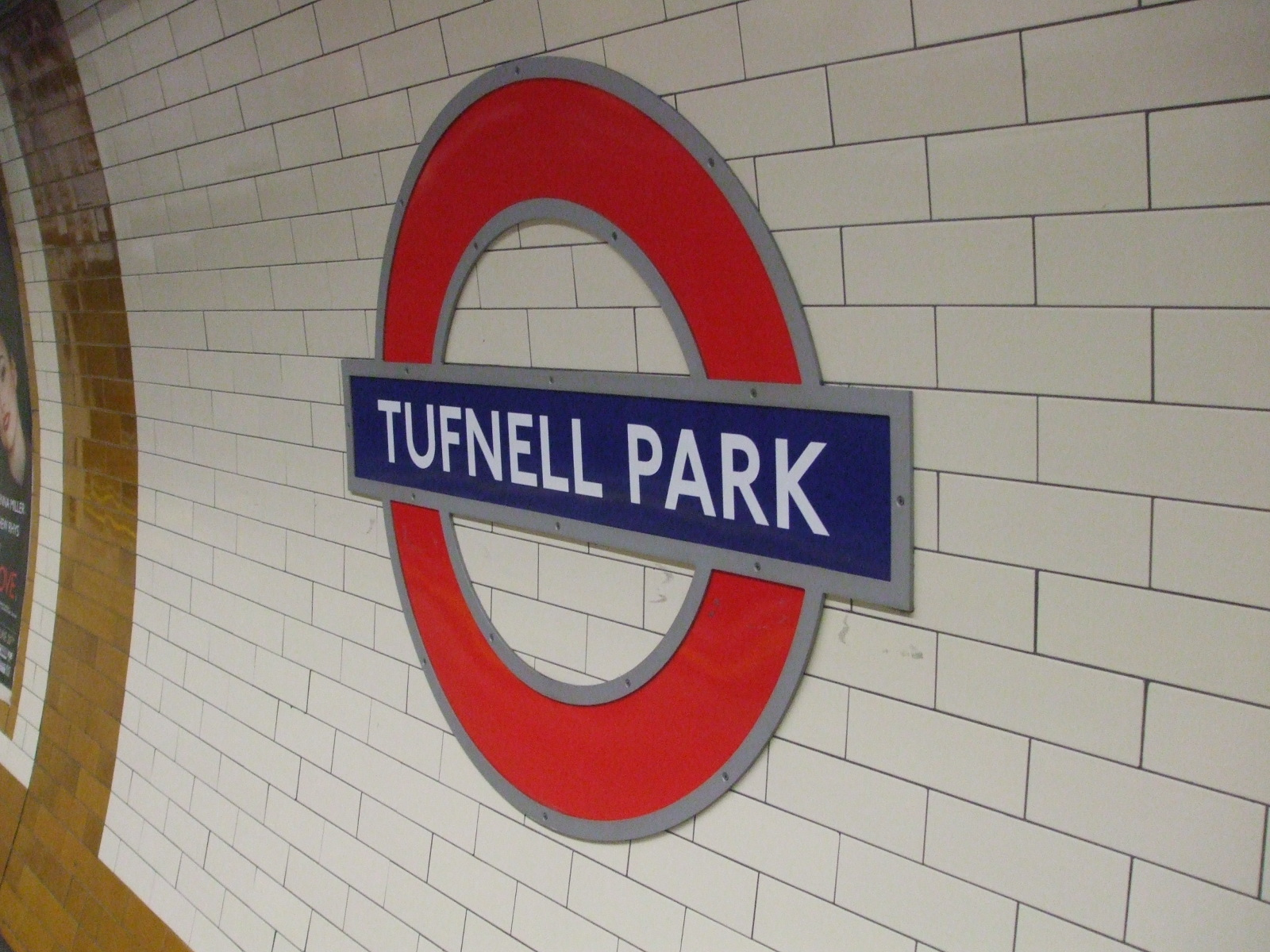
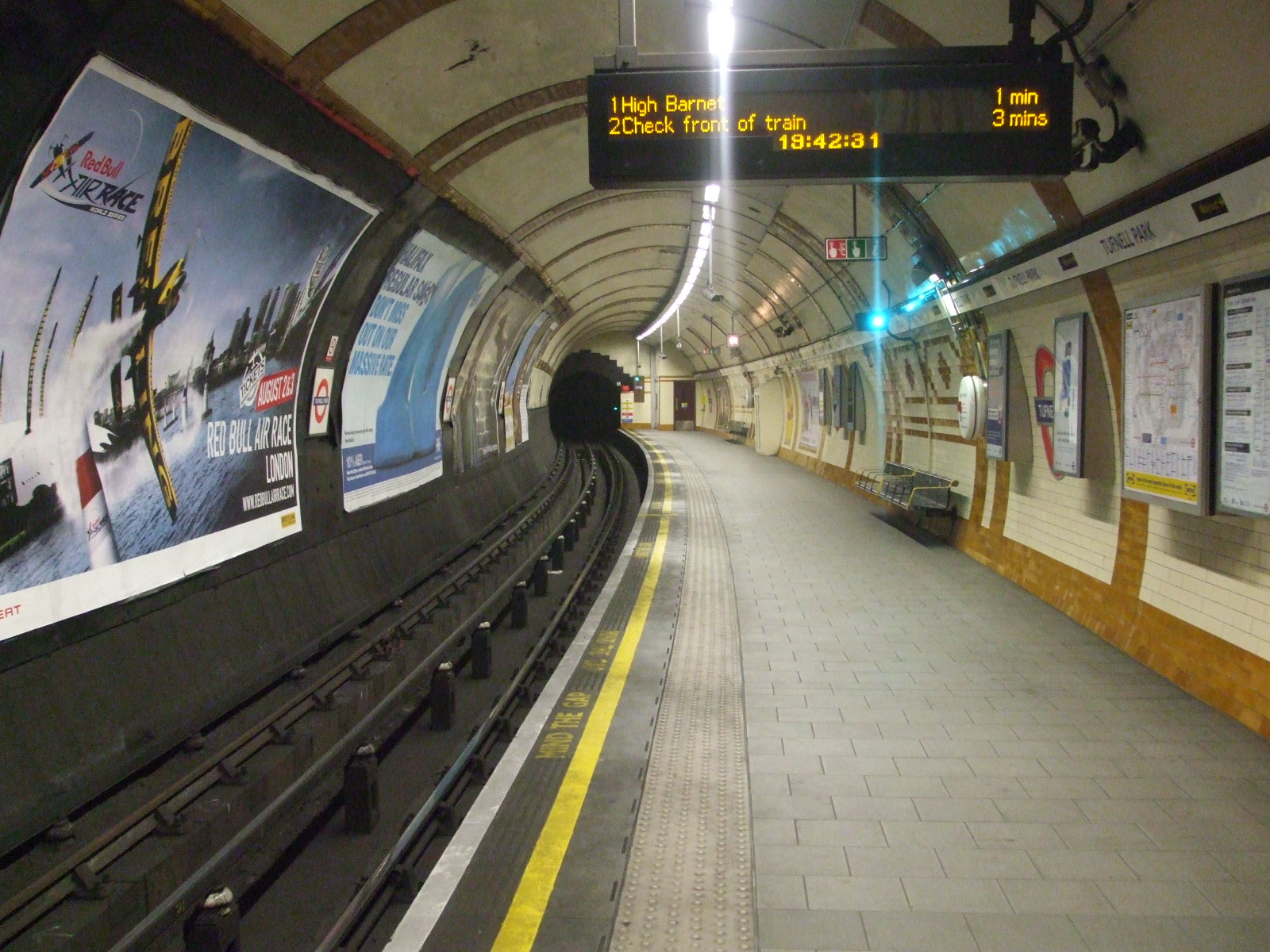
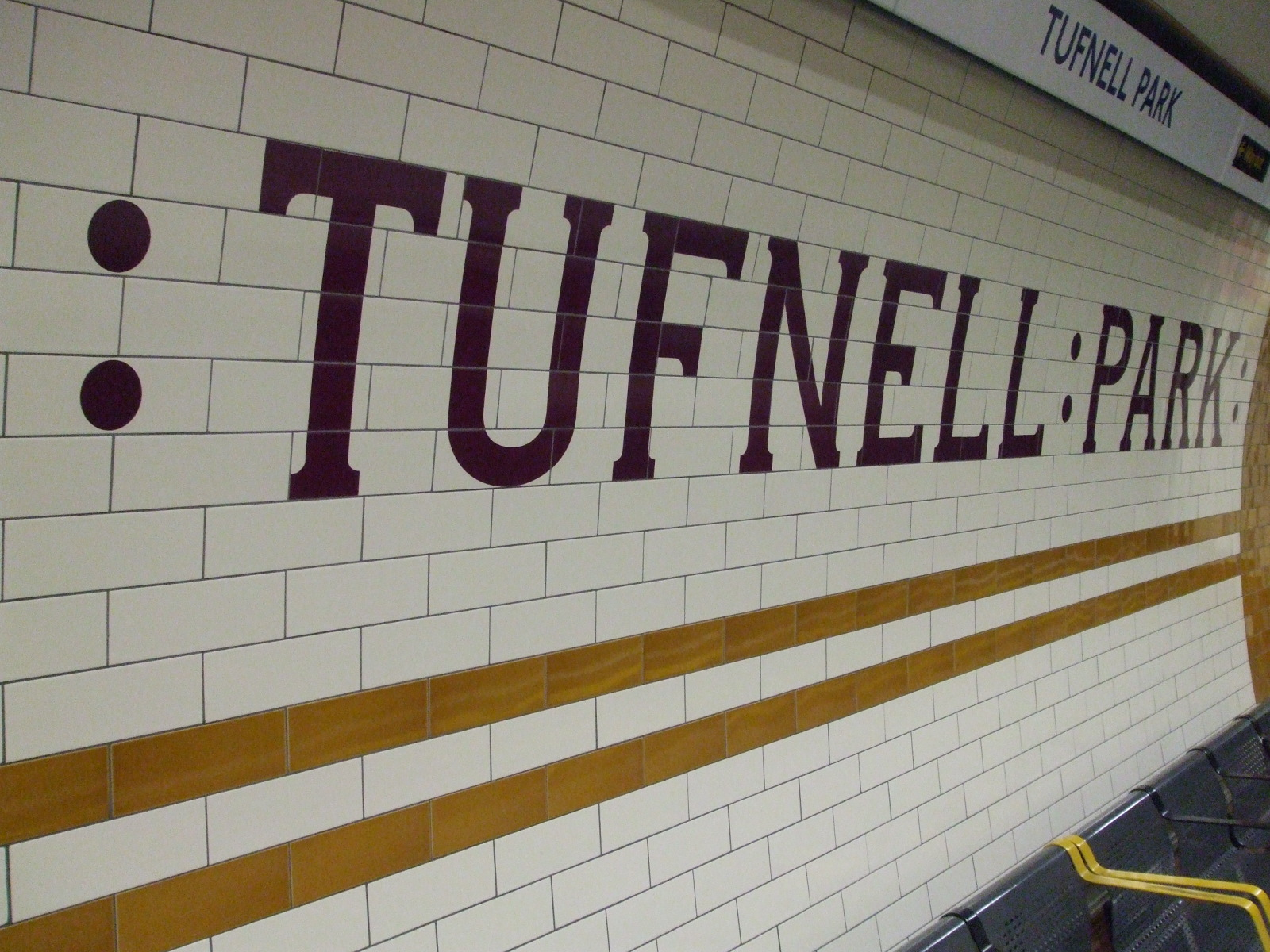